# İpek Soylu
İpek Soylu (Adana, 15 april 1996) is een tennisspeelster uit Turkije.
Zij begon op zesjarige leeftijd met tennis. Haar favoriete ondergrond is hardcourt. Zij speelt rechtshandig en heeft een tweehandige backhand.
In 2016 plaatste zij zich via het kwalificatietoernooi voor Roland Garros en speelde zij haar eerste wedstrijd op een grandslamtoernooi. Eerder won zij samen met Jil Teichmann al het meisjesdubbelspeltoernooi van het US Open in 2014.
Sinds 2012 maakt Soylu jaarlijks deel uit van het Turkse Fed Cup-team – zij behaalde (per oktober 2016) een winst/verlies-balans van 10–6.
Soylu won in 2016 haar eerste WTA-titel in het dubbelspel, op het toernooi van Istanbul nadat haar beoogde finaletegenstandsters verstek hadden laten gaan. Haar eerste daadwerkelijke finalewinst behaalde zij een half jaar later in Tasjkent, samen met Raluca Olaru – daarbij versloegen zij de Nederlandse Demi Schuurs en Renata Voráčová uit Tsjechië. Op de B-kampioenschappen aan het eind van het tennisseizoen won zij de dubbelspeltitel, samen met Xu Yifan.

## Posities op deWTA-ranglijst
Positie per einde seizoen:
| jaar | rang enkelspel | rang dubbelspel |
| ---- | -------------- | --------------- |
| 2012 | 1123           | 905             |
| 2013 | 457            | 675             |
| 2014 | 319            | 353             |
| 2015 | 166            | 213             |
| 2016 | 151            | 77              |
| 2017 | 195            | 83              |
| 2018 | 526            | 369             |

## Resultaten grandslamtoernooien
| Legenda | Legenda                          |
| ------- | -------------------------------- |
| g.t.    | geen toernooi gehouden           |
| l.c.    | lagere categorie                 |
| –       | niet deelgenomen                 |
| G       | uitgeschakeld in de groepsfase   |
| 1R      | uitgeschakeld in de eerste ronde |
| 2R      | uitgeschakeld in de tweede ronde |
| 3R      | uitgeschakeld in de derde ronde  |
| 4R      | uitgeschakeld in de vierde ronde |
| KF      | uitgeschakeld in de kwartfinale  |
| HF      | uitgeschakeld in de halve finale |
| F       | de finale verloren               |
| W       | het toernooi gewonnen            |
| w-v     | winst/verlies-balans             |

### Enkelspel
| Toernooi        | 2016 | 2017 |
| --------------- | ---- | ---- |
| Australian Open | –    | –    |
| Roland Garros   | 1R   | –    |
| Wimbledon       | –    | –    |
| US Open         | –    | 1R   |

### Vrouwendubbelspel
| toernooi        | 2017 |
| --------------- | ---- |
| Australian Open | 1R   |
| Roland Garros   | 1R   |
| Wimbledon}      | 2R   |
| US Open         | –    |

## Palmares
| Legenda                 |
| ----------------------- |
| Grandslamtoernooi       |
| Olympische Spelen       |
| Year-End Championships  |
| Premier Mandatory       |
| Premier Five / WTA 1000 |
| Premier / WTA 500       |
| International / WTA 250 |
| Challenger / WTA 125    |

### WTA-finaleplaatsen enkelspel
geen

### WTA-finaleplaatsen vrouwendubbelspel
| nr.              | finale     | toernooi     | ondergrond    | partner      | tegenstandsters              | score            |         |
| ---------------- | ---------- | ------------ | ------------- | ------------ | ---------------------------- | ---------------- | ------- |
| gewonnen finales |            |              |               |              |                              |                  |         |
| 1.               | 2016-04-24 | WTA Istanbul | gravel        | Andreea Mitu | Xenia Knoll Danka Kovinić    | walk-over        | details |
| 2.               | 2016-10-01 | WTA Tasjkent | hardcourt     | Raluca Olaru | Demi Schuurs Renata Voráčová | 7-5, 6-3         | details |
| 3.               | 2016-11-06 | Elite Trophy | hardcourt (i) | Xu Yifan     | Yang Zhaoxuan You Xiaodi     | 6-4, 3-6, [10-7] | details |
| verloren finales |            |              |               |              |                              |                  |         |
| 1.               | 2016-06-05 | WTA Bol      | gravel        | Raluca Olaru | Xenia Knoll Petra Martić     | 3-6, 2-6         | details |